# Scyphophorus acupunctatus
Charançon de l'Agave, Ver du Maguey
Espèce
Scyphophorus acupunctatus, communément appelé Ver du Maguey, est une espèce d'insectes coléoptères de la famille des Dryophthoridae.
On l’appelle aussi, bien plus communément, le Charançon de l’Agave, car sa larve peut faire des dégâts très importants sur certains végétaux comme les Agaves, les Dracaena, les Yucca et les Dasylirion.

## Présentation
Le Maguey est un nom vernaculaire de l'Agave américaine.
Scyphophorus acupunctatus est aussi l'une des deux espèces de vers que l'on ajoute dans les bouteilles de mezcal au Mexique, l'autre étant le Gusano rojo (Comadia redtenbacheri).